# Bördeland
Bördeland é um município da Alemanha, situado no distrito de Salzland, no estado de Saxônia-Anhalt. Tem 91,97 km² de área, e sua população em 2019 foi estimada em 7.535 habitantes.